# Кристиансхолм (крепость)
Кристиансхолм (норв. Christiansholm festning) — крепость в городе  Кристиансанн в Норвегии.

## История
Строительство крепости Кристиансхолм началось в соответствии с планом короля Кристиана IV о защите Кристиансанда в 1641 году. Архитектором крепости был генерал-майор Виллем Кучерон. Кристиансхолм был построен на острове, примерно в 100 метрах от берега. В наше время крепость связана с материком. Строительство крепости было завершено при короле Фредерике III в  1672 году.
Крепость была атакована единственный раз в 1807 году, когда во время наполеоновских войн гарнизон крепости отбил нападение британского флота во главе с HMS Spencer. 
Крепость была выведена из эксплуатации королевским указом Карла IV в июне 1872 года.
Сегодня Христиансхольм является туристической достопримечательностью Кристиансаннии и местом проведения различных культурных мероприятий и торжеств. В настоящее время он принадлежит муниципалитету и является местом, используемым в основном для отдыха и культурных мероприятий.